# Список фавориток королей Франции

Маркиза де Помпадур — знаменитая фаворитка Людовика XV. Пастель Латура, 1755 год (Лувр)

Предложенный здесь список фавориток королей Франции — больше список королевских увлечений, чем список официальных фавориток французских королей. Хотя с конца Средневековья до Французской Революции французским королям, связанным политическими браками, было свойственно время от времени заводить одну или несколько дам с официальным рангом королевской фаворитки. Многие из них, как, например, мадам де Помпадур, обладали большим влиянием на жизнь королевского двора или на самого короля, как Диана де Пуатье на Генриха II или Габриэль д'Эстре на Генриха IV. Людовик XIV даже сочетался секретным браком с одной из своих любовниц — мадам де Ментенон.
Не всегда женщины, к коим короли пылали страстной любовью, возводились до звания официальных фавориток. Подобный титул использовался нечасто.
Французские короли, особо отличившиеся числом и степенью влияния своих фавориток, — это Генрих IV, Людовик XIV и Людовик XV.

## Карл V Мудрый

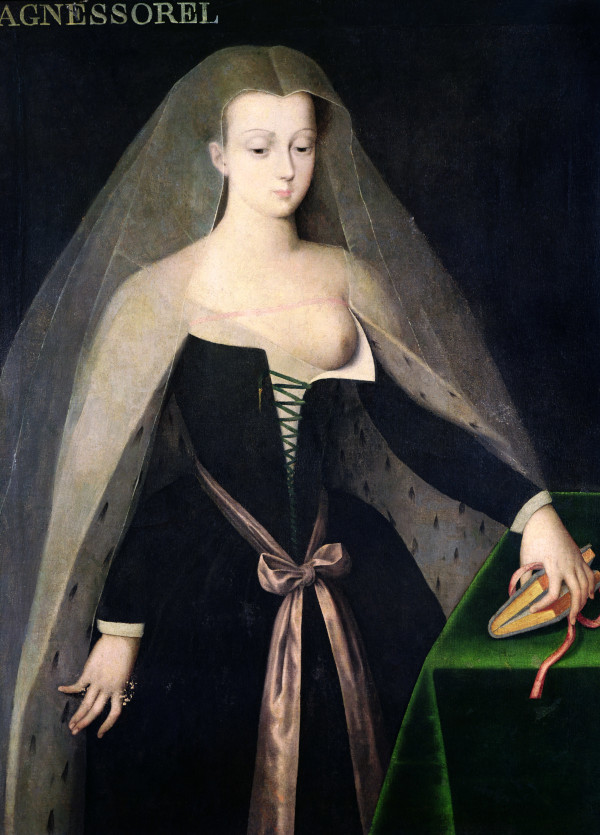
Агнесса Сорель. Портрет работы Жана Фуке

- Бьетта де Казинель (Biette de Casinel) (ок.1340 — ок.1380)

## Карл VI Безумный
- Одетта де Шамдивер (Odette de Champdivers) (ок. 1384—1424)

## Карл VII
- Агнесса Сорель (ок.1422-1450)
- Антуанетта де Меньеле (Antoinette de Maignelais) (ок.1420 — ок.1474)

## Людовик XI
- Фелизэ Реньяр (Félizé Regnard)
- Маргарита де Сасёнаж (Marguerite de Sassenage) (ок.1449 — 1471) — бабушка Дианы де Пуатье

## Франциск I
- Франсуаза де Фуа, графиня Шатобриан (1495—1537)
- Анна д’Этамп (1508—1580)
- Маргарита Феррон, или Прекрасная Ферроньера (La Belle Ferronière), дочь адвоката Жана Ферона (Jean Féron) — вымышленный персонаж.
- Графиня де Тури (La comtesse de Thoury), для которой был возведён Шамбор.
- Шателенна (управляющая) из Монфро (La Châtelaine de Montfrault).

## Генрих II

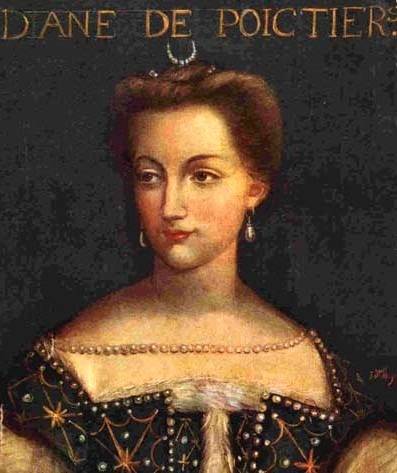
Диана де Пуатье

- Джейн Стюарт (Jane Stuart) (ок.1520 — ок.1553)
- Филиппа Дучи (Filippa Duci) (ок.1520 — ?)
- Николь де Савиньи (Nicole de Savigny) (1535—1590)
- Диана де Пуатье (1499—1566)

## Карл IX
- Мари Туше (Marie Touchet) (ок.1553 — 1638)

## Генрих III
- Луиза де ля Беродьер дю Руэ (Louise de La Béraudière du Rouhet)
- Рёнэ де Рьё де Шатонёф (Renée de Rieux de Châteauneuf)
- Вероника Франко, венецианская куртизанка

## Генрих IV
- Флёретта де Нерак (Fleurette de Nérac), ок.1571 — 1572, дочь садовника из Нерака.
- Шарлотта де Сов (Charlotte de Sauve) в 1572[1].
- Луиза де ля Беродьер дю Руэ (Louise de La Béraudière du Rouhet), прозванная «красавица Руэ» (La belle Rouet), в 1575, компаньонка королевы Марго[1]
- Луиза Боррэ (Louise Borré), ок.1575 — 1576, дочь королевского писчего, давшая королю сына Эрве (1576—1643)[1]
- Жанна де Тиньонвиль (Jeanne de Tignonville) с 1577 по 1578[1]
- Виктория де Аяла (Victoire de Ayala) в 1578, компаньонка Екатерины Медичи[1]
- Мадемуазель Рёбур (Mlle Rebours) в 1579, компаньонка королевы Марго[1]
- Мадемуазель де Монтагю (Mlle de Montagu) в 1579[1]
- Мадам д’Аллу (Mme d’Allous) в 1579[1]
- Эмэ Лё Гран (Aimée Le Grand) в 1579[1]
- Арнодина (Arnaudine) в 1579[1]
- «Голиафская стерва» (la garce de Goliath) в 1579[1]
- Катерина де Люк (Catherine de Luc) в 1579, дочь врача из Ажена. Предпочла умереть голодной смертью, брошенная Генрихом IV в положении[1].
- Анна де Камбефор (Anne de Cambefort) в 1579. Выбросилась из окна[1].
- Франсуаза де Монморанси-Фоссё (Françoise de Montmorency-Fosseux) (1566 — 1641), с 1580 по 1582, фрейлина Маргариты Наваррской. Мертворожденная девочка от короля в 1581[1].
- Диана д'Андуэн (Diane d’Andoins), прозванная «прекрасной Коризандой» (la belle Corisande) (1554—1621)[1]
- Эстер Амбер (Esther Imbert) или Изамбер (Ysambert) с 1587 по 1588. Умерла в нищете в Сен-Дёни в 1592. Два сына от короля Генриха IV.
- Мартина (Martine) в 1587. Ребёнок от короля[1].

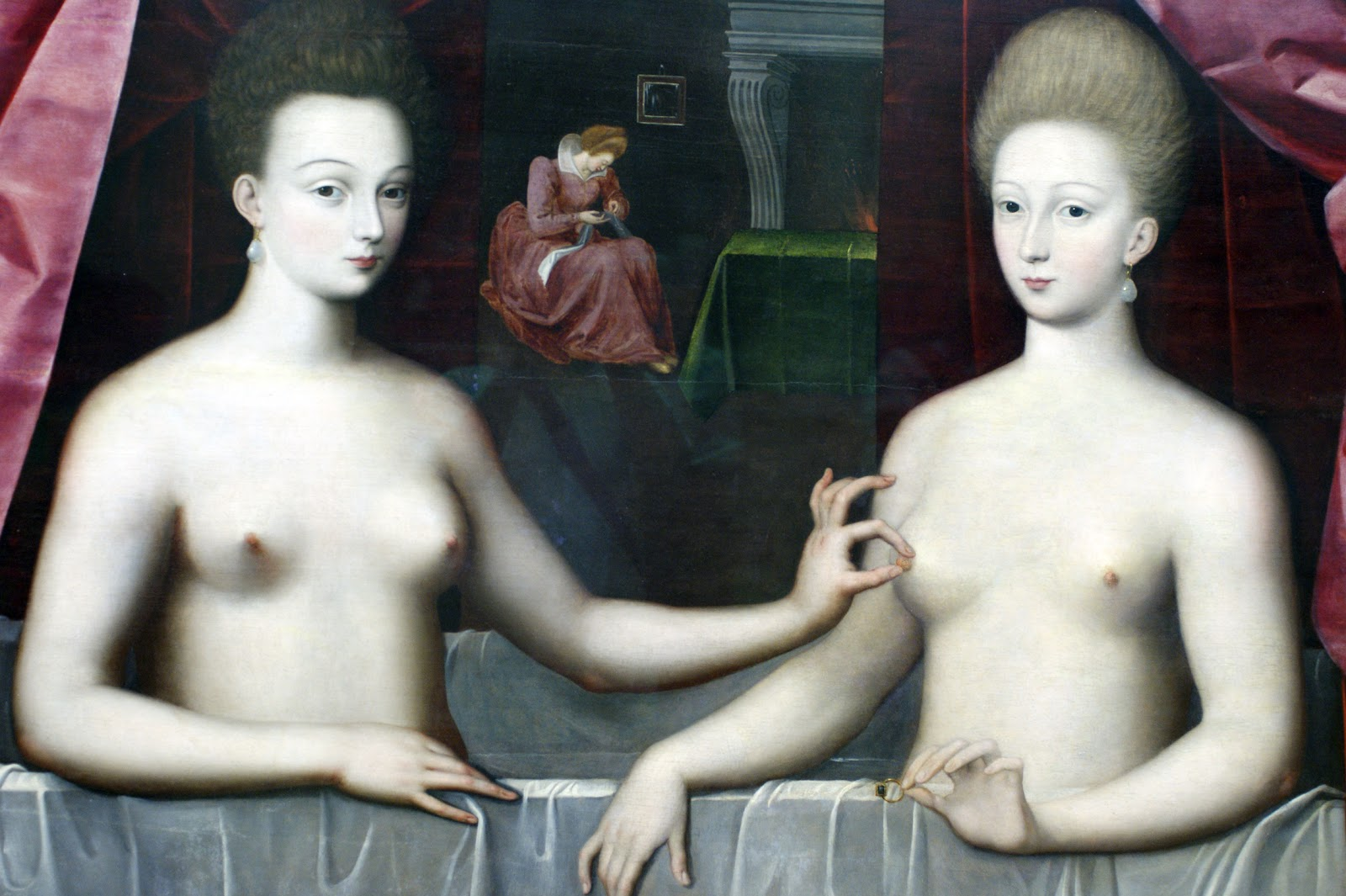
Габриэль д'Эстре (справа, держит кольцо — залог верности, слева же её сестра или, по другой версии, королева Марго)

- Антуанетта де Пон (Antoinette de Pons), маркиза де Гершевиль (marquise de Guercheville) в 1590.
- Катерина де Бовилье (Catherine de Beauvilliers), настоятельница монастыря на Монмартре, в 1590
- Катерина де Верден (Catherine de Verdun), аббатство в Лоншан (Longchamp) в 1590.
- Габриэль д'Эстре (ок. 1571—1599), с 1591 по 1599
- Мадам Кёлен (Mme Quelin), жена советника Парламента, в 1598
- Изабель Потье (Isabelle Potier), с 1598 по 1599
- Мадемуазель Клен (Mlle Clein) в 1599
- La Glandée, развратная девка, в 1599
- Катерина-Анриетта де Бальзак д’Антраг (Catherine Henriette de Balzac d’Entragues), 1579 — 9 февраля 1633), маркиза де Верней (marquise de Verneuil), с 1599 по 1609
- Мария-Франсуаза де Ля Бурдезьер (Marie-Françoise de La Bourdaisière), сестра Габриэль д'Эстре, в 1599
- Жаклин де Бёй (Jacqueline de Bueil), (1588—1651)
- Шарлотта дэз Эссар (Charlotte des Essarts), (ок.1580 — 1651), с 1607 по 1609
- Мария-Шарлотта де Бальзак д’Антраг (Marie-Charlotte de Balzac d’Entragues), между 1605 и 1609
- Шарлотта Маргарита де Монморанси — с 1609 по 1610.

## Людовик XIV

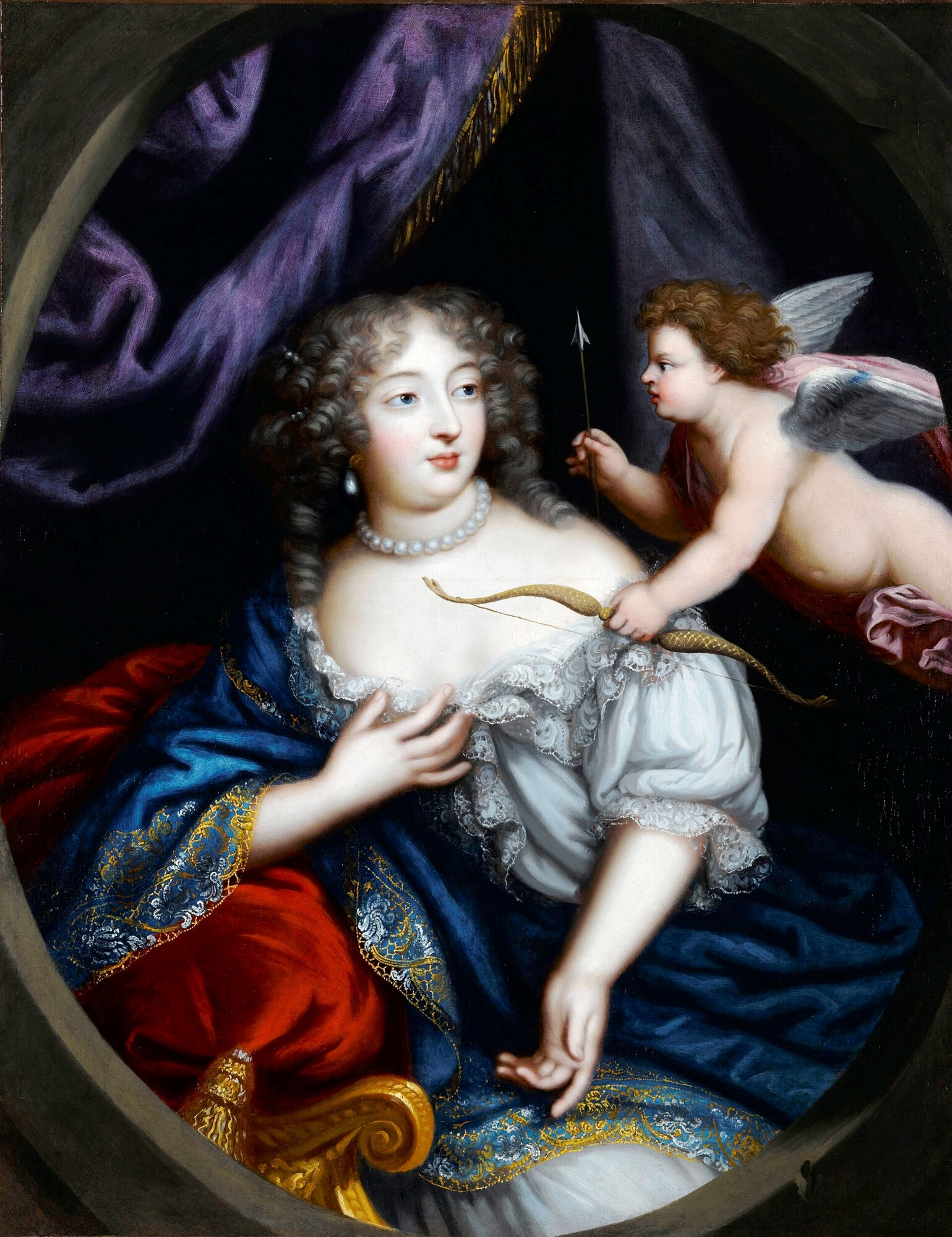
Мадам Монтеспан

- Катрин Белье (Catherine Bellier), баронесса Бове[2]
- Олимпия Манчини (Olimpia Mancini), графиня Суасон (1637—1708)[2]
- Мария Манчини (Maria Mancini), принцесса Колонна (1639—1715)[2]
- Анна де Роган-Шабо (Anne de Rohan-Chabot), принцесса Субиз (1641—1709)[2]
- Катерина Шарлотта де Грамон (Catherine-Charlotte de Gramont), принцесса Монако (1639—1678)[2]
- Луиза де Лавальер, герцогиня Лавальер и Вожур (1644—1710)[2]
- Бонна де Понс (Bonne de Pons), маркиза д’Эдикур (1641—1709)[2]
- Атенаис де Рошешуар, прозванная мадемуазель де Тонне-Шарант (Tonnay-Charente), маркиза де Монтеспан (1640—1707)[2]
- Мадам де Людр (Madame de Ludres) (1647—1722)[2]
- Клод де Вен (Claude de Vin) (ок.1637 — 1687)[2]
- Франсуаза д´Обинье, вдова сатирика Скаррона, маркиза де Ментенон (1635—1719)[2]
- Мари-Анжелик де Фонтанж (Marie Angélique de Fontanges), герцогиня де Фонтанж (1661—1681)[2]
- Полин де Пьертуа (Pauline de Piertois) (1641—1713)[2]

## Людовик XV
- Сёстры:

Мадам Дюбарри — любовница Людовика XV, худ. Мари Виже-Лебрен

  - Луиза-Жюли де Майи-Нель (Louise Julie de Mailly-Nesle), графиня де Майи (1710—1751)
  - Полина-Фелиситэ де Майи-Нель (Félicité de Mailly-Nesle), графиня де Вентимиль (1712—1741)
  - Диана-Аделаида де Майи-Нель (Diane Adélaïde de Mailly-Nesle), герцогиня де Лораге (1713—1760)
  - Мари-Анн де Майи-Нель (Marie-Anne de Mailly-Nesle), маркиза де Ля-Турнель, герцогиня де Шатору (1717—1744) или Мари-Анн де Шатору
- Жанна-Антуанетта Пуассон, в замужестве Лёнорман-д`Этиоль, маркиза де Помпадур (1721—1764)
- Жанна Бекю, графиня Дюбарри (1743—1793)
- Луиза О’Мерфи, прозванная красавица Морфиза (1737—1815)
- Франсуаза де Шалю (Françoise de Châlus), герцогиня де Нарбон-Лара (Narbonne-Lara) (1734—1821)
- Маргарита-Катрин Эно (Marguerite-Catherine Haynault), маркиза де Монмела (Montmélas) (1736—1823)
- Люси-Мадлен д’Эстэн (Lucie-Madeleine d’Estaing) (1743—1826)
- Анна Куппье-де-Роман (Anne Couppier de Romans), баронесса де Мёйи-Кулонж (Meilly-Coulonge) (1737—1808)
- Луиза-Жанна Тьерселен-де-ля-Коллётри (Louise-Jeanne Tiercelin de La Colleterie), прозванная Мадам де Бонваль (Madame de Bonneval) (1746—1779)
- Ирэн дю Буисон де Лонпрэ (Irène du Buisson de Longpré) (? — 1767)
- Катрин Элеонор Бенар (Catherine Éléonore Bénard) (1740—1769)
- Мари Тереза Франсуаза Буаселе (Marie Thérèse Françoise Boisselet) (1731—1800)

## Людовик XVIII
- Анна де Комон (Anne de Caumont), жена де Бальби (Balbi), баронесса де Монфокон (Montfaucon) — когда Людовик XVIII был ещё графом Прованским.
- Зоэ Талон (Zoé Talon), графиня дю Келя (du Cayla) (1785—1852)

## Карл X
- Розали Дюте́ (1748—1830) — также любовница Филиппа Эгалите
- Louise d’Esparbès de Lussan (1764—1804) — графиня Полястрон.